# Ciudad Deportiva (estación)
Ciudad Deportiva es una de las estaciones que forman parte del Metro de la Ciudad de México, perteneciente a la Línea 9. Se ubica al oriente de la Ciudad de México, en el límite de las alcaldías Venustiano Carranza e Iztacalco.

## Información general
Recibe su nombre por encontrarse al lado de la Ciudad Deportiva "Magdalena Mixiuhca". La Ciudad Deportiva "Magdalena Mixiuhca" fue creada en 1950 y ampliada en 1967 como parte del proyecto para crear los espacios necesarios para las Olimpíadas de México en 1968. La Ciudad Deportiva además de tener canchas para practicar varios juegos también alberga el Autódromo Hermanos Rodríguez, el Estadio GNP Seguros, el Velódromo Olímpico Agustín Melgar y el Palacio de los Deportes. El símbolo representa a un jugador de Juego de Pelota.

### Rehabilitación
La estación permaneció cerrada desde el 17 de diciembre de 2023, esto debido a los trabajos de rehabilitación, reconstrucción y reforzamiento del tramo elevado de la línea; que comprende desde la estación Ciudad Deportiva hasta la terminal Pantitlán, esto luego de recibir diversas denuncias en redes sociales y distintos medios sobre las malas condiciones en la que se encontraba la parte elevada, de los cuales destacan el constante hundimiento y desnivelación que a lo largo del tiempo ha padecido este segmento de la línea y como una forma de evitar un accidente similar al ocurrido en la Línea 12 en la interestación Tezonco-Olivos que dejara una cifra de 27 fallecidos.
El 10 de septiembre de 2024, fue abierta la estación después de terminar los trabajos de rehabilitación.
Durante los trabajos de rehabilitación, estuvieron habilitadas varias rutas de autobuses de RTP y Metrobús para suplir la demanda de transporte.
Previamente del 27 de marzo al 7 de abril de 2021, la estación permaneció cerrada para un primer reforzamiento, donde se realizó el desmantelamiento del sistema de rodamiento de los trenes (vías, barras guías electrificadas y balasto), para posteriormente colocar un relleno ligero de concreto y nivelar las vías y corregir el perfil del cajón elevado para eliminar la presencia de vados. 

## Afluencia
En 2014, Ciudad Deportiva fue la octava estación con menor afluencia en la red, registrando un uso de 13,683 pasajeros en día laborable.
La siguiente tabla muestra la afluencia de la estación en los últimos 10 años:
| Afluencia Anual de Pasajeros | Afluencia Anual de Pasajeros | Afluencia Anual de Pasajeros | Afluencia Anual de Pasajeros | Afluencia Anual de Pasajeros | Afluencia Anual de Pasajeros |
| ---------------------------- | ---------------------------- | ---------------------------- | ---------------------------- | ---------------------------- | ---------------------------- |
| Año                          | Afluencia                    | A Diario                     | Ranking                      | Incremento                   | Ref.                         |
| 2023                         | 2,610,495                    | 7,152                        | 139°/195                     | +10.32%                      | [ 7 ]                        |
| 2022                         | 2,366,275                    | 6,482                        | 144°/175                     | +85.58%                      | [ 8 ]                        |
| 2021                         | 1,275,094                    | 3,493                        | 163°/195                     | +5.08%                       | [ 9 ]                        |
| 2020                         | 1,213,423                    | 3,315                        | 181°/195                     | -53.31%                      | [ 10 ]                       |
| 2019                         | 2,598,847                    | 7,120                        | 174°/195                     | +6.37%                       | [ 11 ]                       |
| 2018                         | 2,443,174                    | 6,693                        | 177°/195                     | +1.73%                       | [ 12 ]                       |
| 2017                         | 2,401,534                    | 6,579                        | 174°/195                     | -0.28%                       | [ 13 ]                       |
| 2016                         | 2,408,254                    | 6,579                        | 179°/195                     | -0.77%                       | [ 14 ]                       |
| 2015                         | 2,426,932                    | 6,649                        | 167°/195                     | -21.90%                      | [ 15 ]                       |
| 2014                         | 3,107,334                    | 8,513                        | 149°/195                     | -4.96%                       | [ 16 ]                       |

## Salidas de la estación
- Norte: Viaducto Río de la Piedad y Calle 45, Colonia Ignacio Zaragoza.
- Sur: Viaducto Río de la Piedad y entrada 7 de la Ciudad Deportiva "Magdalena Mixiuhca", Colonia Granjas México.

## Lugares de Interés
- Palacio de los Deportes
- Autódromo Hermanos Rodríguez
- Foro Sol